# ان‌جی‌سی ۶۸۵۰
ان‌جی‌سی ۶۸۵۰ (انگلیسی: NGC 6850) نام یک کهکشان مارپیچی در صورت فلکی تاج شمالی است.